# Moto Racer
Moto Racer est un jeu vidéo de course de moto développé par Delphine Software, sorti en 1997 sur PlayStation et Windows.
Un remake, Moto Racer 15th Anniversary, réalisé par Nobilis et Anuman Interactive, est sorti en 2011 sur iPhone, iPad et iPod Touch. Il a ensuite été porté sur la plateforme Android.
Le jeu a connu plusieurs suites : Moto Racer 2 en 1998, Moto Racer World Tour en septembre 2000, Moto Racer 3 en 2001 (ce dernier ayant été réexaminé par Nobilis pour faire sortir « Moto Racer 3 Gold Edition » le 24 avril 2006) et Moto Racer 4 en 2016.

## Système de jeu
Il est possible de jouer en course contre la montre ou en championnat. Quatre circuits originaux sont proposés au joueur : Speed Bay, West Way, Snow Ride, et Dirt Arena, auxquels s'ajoutent des circuits additionnels une fois ces derniers achevés (Rock Forest, Lost Ruins, Great Wall et Fun Fair). Sur PlayStation, deux circuits supplémentaires sont disponibles: Red City et Snow Ride.
Un mode multijoueur jusqu'à 2 joueurs en LAN est également de la partie sur PC. Sur PlayStation, c'est jusqu'à 2 joueurs en écran partagé.

## Configuration requise
- Système d'exploitation : Windows 95
- Processeur : Pentium 133 MHz ou équivalent
- Mémoire vive : 16 Mo de RAM
- DirectX 3 (le jeu supporte le moteur de rendu Direct3D)
- Qualité couleur : 16bits (le jeu ne se lancera pas si le bureau est en 32bits couleurs)

## Réception
Le jeu a été accueilli positivement par les critiques :
- Dengeki PlayStation : 55 % / 80 %[1]
- GameSpot : 7,2/10[2]
- IGN : 7,5/10[3]